# Лили Рибката
„Лили Рибката“ е български игрален филм от 2017 година по сценарий и режисура на Ясен Григоров. Оператор е Красимир Андонов. Музиката във филма е на Виктор Стоянов.

## Сюжет
Внимание:  Текстът по-долу разкрива сюжета на произведението (или части от него)!
Приказна история за Необикновеното дете Алекс-Дани и обикновените му родители.
Това необикновено-обикновено семейство е изправено пред изпитание, подготвено му от малката магьосница Лили.
Единият ѝ дядо е говореща риба, другият е плъзгаща се по стените Сянка, майка ѝ е с рибешки люспи по ръцете, а баща ѝ умело приготвя магически талисмани под указанията на баба ѝ – старата вещица Хараме.
Лили се хвърля заедно с Алекс-Дани в изпълнението на сложна магия. За всички останали остава само да се понесат след децата.

## Актьорски състав
| Роля                                 | Изпълнител         |
| ------------------------------------ | ------------------ |
| Лили                                 | Дарина Досева      |
| Секретарката                         | Красимира Демирова |
| Директора                            | Николай Урумов     |
| Сестрата                             | Линда Русева       |
| Доктора                              | Красимир Ранков    |
| Бащата на Бойко                      | Калин Сърменов     |
| Бащата на Лили                       | Стоян Радев        |
| Майката на Лили                      | Койна Русева       |
| Бащата на Дани и Алекс               | Добрин Досев       |
| циганката Хараме, старата магьосница | Татяна Лолова      |
| Майката на Дани и Алекс              | Елена Кабасакалова |
|                                      | Десислава Спасова  |
| Учителката                           | Луизабел Николова  |
| Алекс                                | Калина Асенова     |
| Дани                                 | Боян Григоров      |
| Разказвач                            | Христо Узунов      |

## Награди
- Наградата „Най-добър европейски филм“ от фестивала „European Cinematography Awards“.

- Голямата награда на журито на Фестивала на детския филм в Лос Анджелис, 2019

- Диплом за специални заслуги към българскито детско кино, на авторите и екипа на филма, Фестивал на българския игрален филм “Златна роза”, 2019